# Tim LaHaye
Tim LaHaye ou Timothy Francis LaHaye (Detroit, 27 de abril de 1926-25 de julho de 2016) foi um pastor batista e escritor estadunidense.

## Biografia
Timothy Francis LaHaye nasceu em 27 de abril de 1926 em Detroit, Michigan por Frank LaHaye e Margaret LaHaye. A morte de seu pai aos nove anos o chocou, mas ele foi encorajado pela palavra de um pastor no funeral que disse que quando Jesus Cristo voltasse, os crentes mortos seriam ressuscitados. Em 1944, ele se alistou nas Forças Aéreas do Exército dos Estados Unidos, após concluir a escola noturna. Em 1947, ele se casou com Beverly Ratcliffe. Então ele estudou na Bob Jones University e obteve um bacharelado em artes em 1950.

### Ministério
Ele serviu como pastor em Pumpkintown em Pickens County, SC. Em 1950 ele foi pastor de uma igreja batista em Minneapolis até 1956. Depois disso, ele se mudou para San Diego, onde foi pastor da Scott Memorial Baptist Church (agora chamou Shadow Mountain Community Church) de 1956 a 1981. Em 1971, ele fundou o Christian Heritage College, agora conhecido como San Diego Christian College. Em 1972, ele ajudou a estabelecer o Institute for Creation Research em El Cajon, com Henry M. Morris. Em 1976, ele escreveu o livro "O ato conjugal" com sua esposa Beverly. Em 1977, ele recebeu um Doutorado em Ministério do Western Seminary. Em 1979, ele encorajou Jerry Falwell a fundar a Maioria Moral e atuou em seu conselho. Em 1995, ele estreou a série de 16 livros "Left Behind" com o escritor Jerry B. Jenkins.

## Privacidade
LaHaye morreu em 25 de julho de 2016 de um derrame aos 90 anos na cidade de San Diego.

## Prêmios
Em 2005, ele foi nomeado um dos 25 Evangélicos Mais Influentes da América pela Time Magazine por seus livros "Left Behind". Ele recebeu um Doutorado honoris causa em Literatura da Liberty University.